# Armaan Ebrahim
Armaan Ebrahim (Madras, Tamil Nadu, 17 mei 1989) is een autocoureur uit India. Hij is de zoon van ex-Indiaas Formule 3-kampioen Akbar Ebrahim.

## Loopbaan
Ebrahim begon zijn loopbaan in het karten en werd in 2004 kampioen in de Formule LGB. In 2005 ging hij naar de Formule BMW Azië. In hetzelfde jaar reed hij ook voor A1 Team India in de A1GP in 12 races, voordat het team zich terugtrok om financiële redenen. Hij reed ook in de zomer in Engeland in de Formule Renault UK. Door zijn resultaten die hij in de A1GP liet zien, mocht hij ook in het seizoen 2006-2007 voor A1 Team India rijden.
In 2008 reed hij voor DPR in de GP2 Asia Series.
Op 12 december 2008 werd Ebrahim bevestigd als eerste en enige Aziatische coureur voor de Formule 2, waarin hij met auto nummer 6 rijdt. Hij finishte als zeventiende in punten, met twee zesde plaatsen op Brno.
De Formule 2-website riep Ebrahim uit tot de "Coureur met de Beste Racelust" voor zijn briljante inhaalacties. Gemiddeld haalde hij 8 auto's in per race, met als tweede Edoardo Piscopo met een gemiddelde score van 5 auto's.
Ebrahim is populair in de Indiase media en zat in een speciaal programma op de nationale televisie met voormalig Formule 1-coureur David Coulthard tijdens zijn bezoek aan India in oktober 2009.
Ebrahim wordt gesponsord door JK Tyre, Amaron, Red Rooster Racing en de stichting van Indiaas cricketspeler Yuvraj Singh (de Yuvraj Singh Foundation).
Veel mensen denken dat als de Formule 1 in 2011 naar India gaat, Ebrahim rijp genoeg is om in een Formule 1-auto te rijden.

## GP2 resultaten

### GP2 Asia resultaten
| Jaar | Inschrijving       | 1           | 2           | 3          | 4         | 5          | 6          | 7          | 8          | 9           | 10          | Rang | Punten |
| ---- | ------------------ | ----------- | ----------- | ---------- | --------- | ---------- | ---------- | ---------- | ---------- | ----------- | ----------- | ---- | ------ |
| 2008 | David Price Racing | UAE1 FEA 21 | UAE1 SPR NF | IND FEA NF | IND SPR 9 | MAL FEA NF | MAL SPR 19 | BHR FEA 13 | BHR SPR 16 | UAE2 FEA 19 | UAE2 SPR NF | 26   | 0      |

## Formule 2 resultaten
| Jaar | 1      | 2      | 3     | 4     | 5       | 6       | 7       | 8      | 9     | 10      | 11    | 12     | 13      | 14      | 15     | 16     | Rang | Punten |
| ---- | ------ | ------ | ----- | ----- | ------- | ------- | ------- | ------ | ----- | ------- | ----- | ------ | ------- | ------- | ------ | ------ | ---- | ------ |
| 2009 | VAL 15 | VAL 16 | BRN 6 | BRN 6 | SPA DNS | SPA Ret | BRH Ret | BRH 10 | DON 8 | DON Ret | OSC 9 | OSC 13 | IMO Ret | IMO Ret | CAT 12 | CAT 10 | 17e  | 7      |